# بخش ویشی
بخش ویشی (به فرانسوی: Arrondissement de Vichy) یک بخش در فرانسه است که در آلیه واقع شده‌است.